# 北59線
北59線 洲子尾－更寮，為一條已廢止的臺北縣鄉道，北起新北市五股區洲子尾，南至新北市五股區更寮，全長2.267公里。在1961年起此路即被編為鄉道北60線，即便原於終點銜接的縣道108號已改線永安南路仍從未更改路線至今。因全線位於二重疏洪道境內，採用疏洪道內每100公尺即設未附編號格式之里程牌，僅於起終點處設有養護告示牌。

## 路線說明
新北市
- 五股區：洲子尾0.0k（起點，北53-1線岔路）→ 洲新路 → 更寮2.267k（終點，108線舊線岔路，疏洪六路口）

### 1961年路線
臺北縣
- 五股鄉：楊寮子0.0k → 孝義路[3] → 獅子頭0.890k（終點，103線岔路）

此路線於第二次公路普查時解編。

### 1976年路線
臺北縣
- 五股鄉：觀音山0.0k（起點，北57線岔路） → 民義路[4] → 五龍4.2k（終點，108線岔路）

此路線於第三次公路普查時改編為北53線並向北延長。

## 沿線設施
- 二重疏洪道

## 連接道路
- 北53-1線
- 108線

## 歷史沿革
| 北59線歷史沿革 | 北59線歷史沿革                                 | 北59線歷史沿革                                 |
| 年代           | 本編號沿革                                     | 本路線沿革                                     |
| -------------- | ---------------------------------------------- | ---------------------------------------------- |
| 1961年         | 楊寮子－獅子頭間0.890k（今北56線孝義路）       | 編屬北60線                                     |
| 1976年         | 改編為觀音山－五龍間4.2k（今北53線）           | 編屬北60線                                     |
| 1983年 大整編  | 原線改編北53線，並將原北60線更改編號為北59線。 | 原線改編北53線，並將原北60線更改編號為北59線。 |
| 2015年         | 公告北59線全線廢止。                           | 公告北59線全線廢止。                           |